# А-192
А-192(М) «Армат» — российская универсальная корабельная артиллерийская установка калибра 130 миллиметров.
Разработана ФГУП «КБ Арсенал» для вооружения новых российских фрегатов проекта 22350, а также других перспективных проектов кораблей. Первоначальный вариант с индексом А-192П был разработан перед самым распадом СССР и в 1991 году дошёл до испытаний, но не был принят на вооружение. Опытно-конструкторские работы по новой корабельной артустановке А-192М завершены в 2018 году, а после завершения квалификационных испытаний в 2021 году началось её серийное производство на ОАО «Машиностроительный завод "Арсенал"». Представляет собой универсальную автоматическую артустановку среднего калибра способную вести огонь как по надводным и наземным целям, так и по воздушным и противокорабельным ракетам.

## Описание
Артустановка А-192М создана на базе советской АК-130 путём замены двух стволов на один и соответственно из-за этого произошло облегчения её веса, хотя и при этом артустановка А-192М потеряла в скорострельности, также на установке А-192М появилась новая система управления огнём «Пума» разработки московского КБ «Аметист». Облегчение веса А-192М  позволит применять такую мощную артустановку с большим калибром на относительно небольших кораблях  водоизмещением от 2000 тонн. А-192М будет предлагаться на экспорт. В дальнейшем планируется разработка для А-192М новых типов боеприпасов, включая управляемые и активно-реактивные, что значительно расширит её боевые возможности.

## Тактико-технические характеристики
- Число стволов — 1
- Калибр — 130 мм
- Дальность:
  - по морским целям — до 23 км
  - по воздушным целям — до 18 км
- Углы наведения по вертикали — −15° до +80° (А-192), −12° до +75° (А-192М)
- Угол наведения по горизонтали — ± 170° (А-192), ± 180° (А-192М)
- Скорострельность — до 30 выстрелов/минуту
- Боевой расчёт — 5 человек (А-192), 3 человека (вариант с автоматической подачей боеприпасов А-192М)
- Масса установки — 25 тонн без боезапаса (А-192), 24 т (вариант с автоматической подачей боеприпасов А-192М)
- Масса выстрела — 52,8 кг
- Масса снаряда — 33,4 кг
- Боекомплект установки — от 22 до 60 выстрелов